# جایزه بزرگ ایتالیا ۱۹۸۲
جایزه بزرگ ایتالیا ۱۹۸۲ (انگلیسی: ‎1982 Italian Grand Prix‎)، که به‌طور رسمی با نام پنجاه و سومین جایزه بزرگ ایتالیا شناخته می‌شود، یک مسابقهٔ موتوری در رشتهٔ اتومبیل‌رانی فرمول یک بود که در تاریخ ۱۲ سپتامبر ۱۹۸۲ در پیست ناتزیوناله مونتزا واقع در مونتزا، لمباردی، ایتالیا برگزار شد. این گراند پری در میان ۱۶ گراند پری در فصل ۱۹۸۲، مسابقهٔ شمارهٔ ۱۵ بود.
در این مسابقه که در ۵۲ دور و به مسافت ۳۰۱٫۶۰۰ کیلومتر (۱۸۷٫۴۰۶ مایل) برگزار شد، پول پوزیشن توسط ماریو اندرتی کسب شد و سریع‌ترین زمان برای طی یک دور پیست که برابر با ۱:۳۳٫۶۱۹ بود نیز توسط رنه آرنوکس به ثبت رسید.
رنه آرنوکس از تیم رنو، پاتریک تامبی از تیم فراری و ماریو اندرتی از تیم فراری به‌ترتیب مقام‌های اول تا سوم مسابقه را کسب کردند.

## رده‌بندی قهرمانی پس از مسابقه
| جایگاه | راننده      | امتیاز |
| ------ | ----------- | ------ |
| ۱      | ککه روسبرگ  | ۴۲     |
| ۲      | دیدیه پرونی | ۳۹     |
| ۳      | جان واتسون  | ۳۳     |
| ۴      | آلن پروست   | ۳۱     |
| ۵      | نیکی لائودا | ۳۰     |
| منبع:  |             |        |

| جایگاه | سازنده       | امتیاز |
| ------ | ------------ | ------ |
| ۱      | فراری        | ۷۴     |
| ۲      | مک‌لارن-فورد  | ۶۳     |
| ۳      | رنو          | ۵۹     |
| ۴      | ویلیامز-فورد | ۵۵     |
| ۵      | لوتوس-فورد   | ۳۰     |
| منبع:  |              |        |

یادداشت
- تنها پنج جایگاه نخست از هر رده‌بندی نمایش داده شده است.